# Moneda de la guerra social (91-88 a. C.)

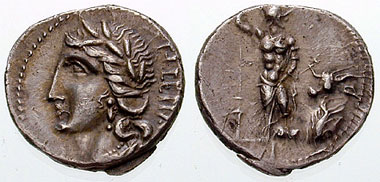
Anverso: Cabeza laureada a la izquierda, leyenda retrógrada oscana UILETIV [víteliú = Italia] a la derecha. Inverso: Soldado con casco parado al frente, cabeza derecha, sosteniendo una lanza invertida, pie derecho en estándar (¿Romano?); pie izquierdo sobre objeto incierto; toro reclinado a su derecha, "A" oscana en relieve.

La familia de las Monedas de la Guerra Social incluye a todas las monedas emitidas por los aliados itálicos de la confederación marciana: marsos, pelignos, picenos, vestinos, samnitas, frentanos, marrucinos y lucanos; durante la Guerra Social (91–88 a. C.) contra Roma.
Inspirado por el denario romano, su circulación (y quizás su liberación) continuó incluso después de la terminación del conflicto, contemporáneo y promiscuo con sus modelos republicanos.

## Asuntos

### Tipos
Las monedas emitidas durante la Guerra Social consisten principalmente en monedas de plata del peso del denario romano contemporáneo, y se cree que fueron emitidas por las casas de moneda de Corfinium y Aesernia.
Estas monedas pertenecen a los años cruciales de la revuelta contra Roma (90-89 a. C.). Monedas similares de la misma familia pudieron haber sido acuñadas más tarde, aunque no hay evidencia firme de esto. Estas circulaban en paralelo y abiertamente con los denarios romanos, que tenían el mismo peso. Además, algunos ejemplares aislados provienen de contextos estratigráficos mucho más recientes que la insurrección contra Roma.

#### Ejemplos de denario de plata
Una moneda que circuló durante las Guerras Sociales fue una moneda denario de plata que en el anverso representaba a Baco con una corona de flores, y en el reverso representaba al toro italiano atacando al lobo romano. Hay una inscripción en oscano en ambos lados.
Otro ejemplo de denario plateado personifica a Italia en un lado, y en el otro muestra a ocho guerreros que realizan un juramento.

#### El único estatero de oro
También hay en la Colección de París un estatero de oro, único y bien conservado de peso ático de 8.47 gr. (Una imagen de esta moneda puede ser vista aquí. Un dibujo se puede observar aquí  ) y sus primeras fechas de aparición se remontan al año 1827, a pesar de que Julius Friedländer las reportó en 1830:
- Anverso: Cabeza del joven Dioniso recta, coronada con una corona de hiedra.
- Inverso: Cista mística adornada con tres coronas y con una piel de lobo (o pantera) en la parte superior; tirosos con cintas; en relieve, la leyenda retrógrada de oscano mi.ieíis.mi, (un cierto y desconocido Minatius Jegius, Minatii f. (?)).

La autenticidad de esta moneda está en disputa. La autenticidad de la pieza fue apoyada por Julius Friedländer, en su trabajo fundamental sobre la moneda oscana; con un argumento basado en la precisión perfecta de la leyenda, en comparación con el escaso conocimiento del alfabeto y el idioma oscanos en el momento en que la moneda apareció por primera vez ante las obras pioneras de Klenze (1839), Mommsen (1845) y Lepsius (1841). La moneda, en particular, muestra una distinción perfecta entre la i y la í acentuada  (la diferencia, en guion oscano, es la adicción de una pequeña línea), una distinción de la que nadie conocía antes del trabajo de Klenze.
Argumentos en contra de la autenticidad de la moneda provienen de Secondina Lorenza Cesano y Alberto Campana, quien siguió muy de cerca el razonamiento de Cesano.

### Iconografía
Algunos de los temas iconográficos eran originales, mientras que otros fueron tomados de las monedas romanas.
Cuando se tomaron prestados, los temas adquirieron nuevos significados o resonancias. Por ejemplo, las cabezas en el anverso solían ser una personificación de Italia, representada como una diosa con un casco; la cual reemplazaba a la cabeza de Roma, acompañada de una leyenda que reproducía su nombre ITALIA en el alfabeto latino, o VITELIU (víteliú = Italia) en el alfabeto oscano ( hay una copia única en la colección de Blacas, conocida por reportar la doble LVITELLIU [vítelliú]).

### Inscripciones
Las inscripciones estaban parcialmente en oscano, y parcialmente en caracteres latinos. Las piezas fueron golpeadas por una moneda central con dos temas diferentes y simultáneos: uno para los ciudadanos de habla oscana, y otro para los ciudadanos de habla latina.
Las leyendas a menudo registran los nombres de los principales líderes de la Revuelta: Quinto Poppaedio Silo, Cayo Papio Mutilo con su título de Imperator, un desconocido Numerio Lucio (?) y otros.